# یوبیلینویه (داغستان)
یوبیلینویه (به لاتین: Yubileynoye) یک منطقهٔ مسکونی در روسیه است که در شهرستان کیزلیارسکی واقع شده‌است.